# Shibei Shuiku
Shibei Shuiku (kinesiska: 石碑水库) är en reservoar i Kina. Den ligger i provinsen Sichuan, i den sydvästra delen av landet, omkring 120 kilometer sydväst om provinshuvudstaden Chengdu. Shibei Shuiku ligger 568 meter över havet. I omgivningarna runt Shibei Shuiku växer i huvudsak blandskog.
Genomsnittlig årsnederbörd är 1 606 millimeter. Den regnigaste månaden är juli, med i genomsnitt 392 mm nederbörd, och den torraste är januari, med 12 mm nederbörd.